# Санамян, Рубен Размикович
Рубен Размикович Санамян (арм. Ռուբեն Ռազմիկի Սանամյան; род. 22 сентября 1976 г, Дилижан, Армянская ССР) — армянский военнослужащий, капитан вооруженных сил Армении, Национальный Герой Армении (2020).

## Военная служба
Рубен прошел обязательную военную службу в 1995—1997 годах, а в 2006 году вступил в ряды Вооруженных сил Армении по контракту.

### Армяно-азербайджанские столкновения 2020 года
Рубен Санамян принял участие в армяно-азербайджанских столкновениях 2020 года . Как командир, он «точно анализировал действия противника, оценивал обстановку, прогнозировал возможное развитие событий, совместными усилиями с личным составом позиции поддерживал непобедимость боевой позиции Анваха, причинив азербайджанским силам чувствительные потери в вооружении, технике и живой силе. Не жалея жизни, члены разведгруппы осуществили сложные и опасные разведывательные работы, добыли ценные документы, оружие и боеприпасы, технические средства и другие данные».

## Награды
В 2012 году указом бывшего президента Сержа Саргсяна был награжден орденом боевого креста II степени.
21 августа 2020 года президент Армении Армен Саркисян подписал указ о присвоении Рубену Санамяну звания Национального героя Армении. Он также награжден орденом Отечества .

## Личная жизнь
Женат, имеет двоих детей.